# 740
Cette page concerne l'année 740  du calendrier julien. Pour l'année 740 av. J.-C., voir 740 av. J.-C. Pour le nombre 740, voir 740 (nombre).
L'année 740 est une année bissextile qui commence un vendredi.

## Événements
- 6 janvier : Zayd ibn Ali, fils d’Husayn, est capturé par les soldats syriens qui l’exécutent à coups de flèches à Kufa (Irak) après dix mois de révolte[1]. Après l’échec de sa révolte, il laisse son nom à un mouvement, le Zaydisme, dont la doctrine prendra de l’importance.
- 26 octobre : important tremblement de terre à Constantinople, à Nicée et à Nicomédie[2].

- Révolte générale des Berbères kharidjites en Afrique du Nord. Le chef Berbère Maysara avec ses adeptes kharidjites s’empare de Tanger, tue le gouverneur Omar Ibn Abdallah et se proclame calife. Il réussit à empêcher le débarquement d’une armée arabe envoyée d’Espagne. Le gouverneur d'Espagne Uqba ibn al-Hajjaj intervient en personne mais ne parvient pas à reprendre Tanger, tandis que Maysara s'empare du Souss dont il tue le gouverneur. Puis Maysara, se conduisant comme un tyran, est déposé et tué par les siens, et remplacé par Khalid ibn Hamid al-Zanati. Sous son commandement, les Berbères sont victorieux lors de la bataille des nobles, sur les bords du Chelif[3].
- En Inde, les Châlukya prennent Kanchi et soumettent ensuite les dynasties du sud. Après la victoire de Vikramaditya II (en), de nombreux artisans Pallava sont déportés par les Châlukya, ce qui induit une architecture de style mixte, à la fois septentrional et dravidien (temple de Virūpākṣa et temple de Papanâtha à Pattadakal en 746 et 747)[4].
- Début du règne de Maravarman Rajasimha Ier, roi Pandya (fin en 765). Il combat les Pallava et les Châlukya[5].
- Ecloga de l'empereur byzantin Léon III, associé à son fils Constantin V[6] (le texte est également daté de 726).
- Première mention du thème des Thracésiens[7].

## Décès en 740
- 6 janvier : Zayd ibn Ali
- Æthelheard, roi du Wessex depuis 726.
- Meng Haoran, poète et peintre chinois (689-740).
- Sainte Pharaïlde
- 16 octobre : Vital de Saint-Viaud, saint de la chrétienté vénéré à Saint-Viaud.